# フーブ・ステフェンス
フベルタス・”フーブ”・ヨゼフ・マルガレタ・ステフェンス（Hubertus "Huub" Jozef Margaretha Stevens、1953年11月29日 - ）は、オランダ・リンブルフ州シッタート・ヘレーン出身の元プロサッカー選手、現サッカー指導者。元オランダ代表。現役時代のポジションは、ディフェンダー。

## 選手経歴
地元クラブのフォルトゥナ・シッタートでキャリアをスタート。1975年にPSVアイントホーフェンに移籍。PSVではリーグ3回、国内カップ1回、UEFAカップ1回の優勝を経験した。

## 指導者経歴
選手引退後、すぐにPSVのアカデミーの監督に就任した。1993年、ローダJCの監督に就任。
1996年10月にシャルケ04の監督に就任すると、2002年6月まで指揮を執りUEFAカップとDFBポカールで優勝を達成した。1999年にはファン投票で20世紀最高の監督に選ばれた。シャルケ退団後はヘルタ・ベルリンの監督に就任したが、2003年12月に解任された。2004年6月に1.FCケルンの監督に就任、2005年5月まで指揮を執った。この間2. ブンデスリーガ優勝とブンデスリーガ昇格を達成している。ケルン退団後はローダに復帰し2シーズン指揮した。2007年2月、ハンブルガーSVの監督に就任。ステフェンスの就任時点でハンブルガーは降格圏に沈んでいたが、その後急激に勝ち点を積み重ね7位でフィニッシュ、UEFA インタートトカップ 2007出場権を獲得した。
2007–08シーズン終了後、PSVに復帰。しかし2009年1月に辞職しし、4月にレッドブル・ザルツブルクと契約を結んだ。2010年2月、ザルツブルクとの契約を2012年まで延長した。しかし2011年4月に解任された。
2011年9月、辞任したラルフ・ラングニックの後釜としてシャルケに復帰したが、2012年12月に解任された。
2013年6月、PAOKテッサロニキの監督に就任。2014年3月、成績不振により解任。
2014年3月、VfBシュトゥットガルトの監督に就任。2014年5月、辞任を発表。2014年11月、シュトゥットガルトに復帰。2014–15シーズン終了まで指揮を執った。
2015年10月、TSG 1899ホッフェンハイムの監督に就任。2016年2月、健康上の理由により辞任。

## 監督成績
2019年6月30日現在
| クラブ               | 就任           | 退任           | 記録 | 記録 | 記録 | 記録 | 記録   |
| クラブ               | 就任           | 退任           | 試   | 勝   | 分   | 敗   | 勝率   |
| -------------------- | -------------- | -------------- | ---- | ---- | ---- | ---- | ------ |
| ローダ               | 1993年3月1日   | 1996年10月8日  | 139  | 66   | 41   | 32   | 047.48 |
| シャルケ04           | 1996年10月8日  | 2002年6月30日  | 241  | 104  | 65   | 72   | 043.15 |
| ヘルタ・ベルリン     | 2002年7月1日   | 2003年12月4日  | 64   | 25   | 17   | 22   | 039.06 |
| ケルン               | 2004年6月14日  | 2005年5月27日  | 36   | 21   | 8    | 7    | 058.33 |
| ローダ               | 2005年5月27日  | 2007年2月2日   | 69   | 32   | 13   | 24   | 046.38 |
| ハンブルガー         | 2007年2月2日   | 2008年6月30日  | 67   | 35   | 19   | 13   | 052.24 |
| PSV                  | 2008年7月1日   | 2009年1月28日  | 28   | 12   | 5    | 11   | 042.86 |
| ザルツブルク         | 2009年6月15日  | 2011年4月8日   | 94   | 46   | 28   | 20   | 048.94 |
| シャルケ04           | 2011年9月27日  | 2012年12月16日 | 63   | 34   | 14   | 15   | 053.97 |
| PAOK                 | 2013年6月25日  | 2014年3月2日   | 44   | 25   | 9    | 10   | 056.82 |
| シュトゥットガルト   | 2014年3月10日  | 2014年5月10日  | 10   | 3    | 3    | 4    | 030.00 |
| シュトゥットガルト   | 2014年11月25日 | 2015年5月24日  | 22   | 7    | 6    | 9    | 031.82 |
| 1899ホッフェンハイム | 2015年10月26日 | 2016年2月10日  | 10   | 1    | 5    | 4    | 010.00 |
| シャルケ04           | 2019年3月14日  | 2019年6月30日  | 10   | 2    | 4    | 4    | 020.00 |
| 合計                 | 合計           | 合計           | 897  | 413  | 237  | 247  | 046.04 |

## タイトル

### 選手
PSV
- エールディヴィジ: 1975–76, 1977–78, 1985–86
- KNVBカップ: 1975–76
- UEFAカップ: 1977–78

### 監督
シャルケ
- UEFAカップ: 1996–97
- DFBポカール: 2000–01, 2001–02

ヘルタ・ベルリン
- DFLリーガポカール: 2002

ケルン
- 2. ブンデスリーガ: 2004–05

ハンブルガー
- UEFAインタートトカップ: 2007

PSV
- ヨハン・クライフ・スハール: 2008

ザルツブルク
- オーストリア・ブンデスリーガ: 2009–10